# Rolls-Royce Pegasus
Rolls-Royce Pegasus, (v preteklosti Bristol Siddeley  Pegasus, USAF oznaka: F402) je dvogredni nizkoobtočni turboventilatorski motor, ki ga je razvil Bristol Siddeley, proizvajal pa Rolls-Royce RLC.Posebnost Pegasusa so štiri gibljive šobe, ki usmerjajo potisk, tako lahko lovsko letalo Harrier vzleti ter pristane vertikalno in lebdi.

## Uporaba
- McDonnell Douglas AV-8B Harrier II
- BAE Sea Harrier
- BAE Harrier II
- Dornier Do 31
- Hawker Siddeley Harrier
- Hawker Siddeley P.1127
- Armstrong Whitworth AW.681 (predlagano)

## Specifikacije (Pegasus 11-61)
- Tip: Dvogredni nizkoobotočni turbofan
- Dolžina: 3,480 m
- Premer: 1,219 m
- Teža: 1796 kg

- Kompresor: 3-stopenjska nizkotlačni, 8-stopenjski visokotlačni
- Zgorevalna komora: Obročasta
- Turbina: 2-stopenjska visokotlačna, 2-stopenjska nizkotlačna

- Največji potisk: 23800 lbf (106 kN)
- Tlačno razmerje: 16,3:1
- Specfična poraba goriva: 0,76 lb/lbf-uro
- Razmerje potisk/teža: 6:1

### Video
- Brits Who Made The Modern World August 2008 Five
- King's College, London